# Higgsino
Na física de partículas, o higgsino (
H͂
) é uma partícula elementar hipotética. Acredita-se que o higgsino seja a s-partícula do bóson de Higgs, como foi predita pela combinação do modelo padrão com a supersimetria.

## Definição
O higgsino seria um férmion de Dirac , que é um isospin fraco. Após a quebra espontânea de simetria da força eletrofraca o higgsino se tornou par do férmion de Majorana neutro chamado neutralino e um férmion de Dirac carregado chamado chargino.